# Ахтынское бекство
Ахтынское бекство — небольшое лезгинское монархическое государство (бекство), существовавшее с середины 15 до начала 17 века в Самурской долине Дагестана, на территории нынешнего Ахтынского района.
В состав бекства входили лезгинские сёла по среднему течению Самура и бассейну Ахтычая. Его центром был аул Ахты.

## Создание бекства
Родословная династии ахтынских беков начинается с кайтагского уцмия Султан-Мухаммада, после смерти которого началась борьба его сыновей за власть. Один из сыновей уцмия Султан-Мухаммада, Ильчи-Ахмад, в этой борьбе проиграл и бежал в Ширван.
В Ширване Ильчи-Ахмад хорошо себя зарекомендовал и получил прозвище Бахадур (Богатырь). Правитель Ширвана, ширваншах Халил Уллаха І (1417—1462) выделил ему эмирство с центром в Ихире (Самурское эмирство, также известное, просто как эмирство Ильчи-Ахмада). Территория эмирства включала в себя нынешние Ахтынский, Курахский, Докузпаринский, и часть Рутульского районов Дагестана. Эмирство считалось вассалом Ширванского ханства.
После смерти Ильчи-Ахмада, эмирство распалось на разные бекства. Ахтынским и Мискинджинским бекствами стал управлять его сын Мухаммад-бек. После смерти Мухаммад-бека, трое его сыновей разделили его владения, и в Ахтах утвердился Хасан-бек. При этом, и Ахтынское бегство номинально признавало себя вассалом ширваншахов. Правящая династия потомков Ильчи-Ахмада в Ахтынском бекстве, по всей вероятности, не менялась почти до конца его существования.

## Военная история
В 1490-е годы был заключён союз между Ахтынским бегством и соседним аулом Хрюг. В хронике Абд-ал-Хаия рассказывается о предшествовавшем этому сражении между жителями аула Хрюг и рутульцами, состоявшими в союзе с элисуйскими эмирами. Хрюгцы претерпели большие потери. Затем их представители отправились к Казикумухскому шамхалу и рассказали ему о своём положении. Шамхал приехал с хрюгцами в их селение, говорил с жителями Ахты и водворил дружбу и братство между хрюгцами и ахтынцами. Шамхал сказал жителям села Ахты: «Оказывайте помощь и содействие обществу Хрюга до судного дня». Современник событий пишет: «И стали мы с ахтынцами подобны братьям и в беде и в счастье».
В 1536 году Рутульское бекство в союзе с Казикумухским шамхальством предприняло поход против Ахтынского бекства, который закончился разграблением аула Ахты. В ответ, в 1541 году Хасан-бек-Ахтынский, поддержанный правителем Дербента Алхас-Мирзой, напал на аул Рутул, который в свою очередь был взят, сожжён и разграблен. В 1542 году рутульский бек вторично атаковал и разграбил Ахты.
В 1560-е годы правителем в Ахтах был Гусейн-бек, вероятно, потомок Хасан-бека. Гусейн-беку в Ахтаха наследовал Эйюб-бек. В 1568 году иранский шах Тахмасп I, не обладая фактическим суверенитетом над Ахтами, назначает его правителем бека Шах-Хусейна . Шах при этом руководствовался тем, что Ширван считался вассалом персов, а Ахты — вассалами Ширвана, однако фактической властью в Ахтынском бегстве не обладали ни персы, ни Ширван.

## Исчезновение бекства
В начале XVII века власть беков в Ахтах была свергнута местным населением , после чего Ахтынское бекство трансформировалось  в Ахтыпаринское вольное общество.